# Анзирка
Анзирка — река в России, протекает по Елабужскому и Мамадышскому районам Республики Татарстан. Левый приток Вятки.

## География
Анзирка начинается в урочище Лекаревская Дача, около границы с Удмуртией, в 2 км юго-восточнее деревни Куюк. Течёт на юг, затем поворачивает на юго-запад. На правом берегу село Лекарево и деревня Старые Армалы, на левом — Новые Армалы. В деревне Новая Деревня Анзирка принимает правый приток Шаршалу. Ниже устья Шаршалы уходит в овраг. Ниже выхода из оврага на правом берегу расположено село Новая Мурзиха, ещё ниже — Старая Мурзиха, в которой в реку впадает правый приток Камыыльна. Ещё ниже Анзирка снова входит в овраг, и вместе с оврагом поворачивает на северо-запад. Ниже оврага на левом берегу село Яковлево, напротив неё (в 12 км от устья Анзирки) справа впадает приток Вонюшка. За устьем Вонюшки река поворачивает на запад, на правом берегу деревня Новая Анзирка, на левом — нежилая деревня Старая Анзирка. Анзирка впадает в Вятку (точнее, сливается со старицами восточнее основного русла Вятки) в 19 км от устья последней, напротив города Мамадыш.
Устье реки находится в 19 км по левому берегу реки Вятка. Длина реки составляет 46 км, площадь водосборного бассейна — 242 км².

## Данные водного реестра
По данным государственного водного реестра России относится к Камскому бассейновому округу, водохозяйственный участок реки — Вятка от города Вятские Поляны и до устья, речной подбассейн реки — Вятка. Речной бассейн реки — Кама.
Код объекта в государственном водном реестре — 10010300612111100040738.